# Kustwolfspin
De kustwolfspin of duinwolfspin (Xerolycosa miniata) is een spin die behoort tot de wolfspinnen. De soort komt voor in het Palearctisch gebied.
Het mannetje wordt 4,5 tot 5,5 mm groot, het vrouwtje wordt 5,5 tot 6,5 mm. De basiskleur is roodbruin. De rand bij het kopborststuk is alleen aan de rechterkant. In tegenstelling tot de bosrandwolfspin is de overgang van kopborststuk tot achterlijf bezet met dunne, lichte haren. De duinwolfspin is te vinden in droge, zanderige gebieden.